# Zoologie (film)
Pour plus de détails, voir Fiche technique et Distribution.
Zoologie (Зоология, Zoologuia) est un film russe réalisé par Ivan Ivanovitch Tverdovski, sorti en 2016.

## Fiche technique
- Titre original : Зоология, Zoologuia
- Titre français : Zoologie
- Réalisation et scénario : Ivan Ivanovitch Tverdovski
- Décors : Akyl Ergishov
- Costumes : Anna Chistova
- Photographie : Alexandre Mikeladze
- Pays d'origine : Russie
- Format : Couleurs - 35 mm - 1,85:1
- Genre : comédie dramatique
- Durée : 91 minutes
- Dates de sortie :
  -  Russie : 10 juin 2016 (Kinotavr 2016), 24 novembre 2016 (sortie nationale)
  -  France : 15 mars 2017

## Distribution
- Macha Tokareva : Katia
- Natalia Pavlenkova : Natacha
- Alexandre Gortchiline : le styliste
- Olga Erguina : la secrétaire
- Dmitri Groshev : Peter
- Irina Chipijenko : la mère
- Anna Astachkina : Sveta
- Youri Vnoukov : la thérapeute

## Distinctions

### Récompenses
- Kinotavr 2016 : Prix de la meilleure actrice pour Natalia Pavlenkova[1].
- Festival international du film de Karlovy Vary 2016 : Prix spécial du jury[2].
- Festival de cinéma européen des Arcs 2016 : Mention spéciale du Jury Jeunes[3].